# Anastasiya Novosad
Anastasiya Yurivna Novosad –en ucraniano, Анастасія Юріївна Новосад– (Rivne, 8 de mayo de 1993) es una deportista ucraniana que compite en esquí acrobático. Ganó dos medallas de bronce en el Campeonato Mundial de Esquí Acrobático de 2023, en las prueba de salto aéreo individual y por equipos.

## Medallero internacional
| Campeonato Mundial | Campeonato Mundial  | Campeonato Mundial | Campeonato Mundial      |
| Año                | Lugar               | Medalla            | Prueba                  |
| ------------------ | ------------------- | ------------------ | ----------------------- |
| 2023               | Bakuriani (Georgia) | Medalla de bronce  | Salto aéreo             |
| 2023               | Bakuriani (Georgia) | Medalla de bronce  | Salto aéreo por equipos |